# Edolisoma incertum
Edolisoma incertum là một loài chim trong họ Campephagidae.